# Jan Akkersdijk
Jan Akkersdijk (Ngrantjak bij Ambarawa (Nederlands-Indië), 8 januari 1887 – 31 maart 1953) was een Nederlands voetballer. Hij speelde als aanvaller.
In april en mei 1908 speelde Akkersdijk, die destijds voor Velocitas Breda speelde, twee wedstrijden voor het Nederlands Elftal tegen België (3-1) en Frankrijk (4-1). In zijn laatste interland scoorde hij eenmaal.